# Kanton Villefranche-de-Rouergue
Der Kanton Villefranche-de-Rouergue ist ein französischer Wahlkreis im Département Aveyron in der Region Okzitanien. Er umfasst drei Gemeinden im Arrondissement Villefranche-de-Rouergue und hat sein bureau centralisateur in Villefranche-de-Rouergue. Im Rahmen der landesweiten Neuordnung der französischen Kantone wurde er im Frühjahr 2015 verkleinert.

## Gemeinden
Der Kanton besteht aus drei Gemeinden mit insgesamt 12.927 Einwohnern (Stand: 1. Januar 2022) auf einer Gesamtfläche von 108,07 km²:
| Gemeinde                        | Einwohner 1. Januar 2022 | Fläche km² | Dichte Einw./km² | Code INSEE | Postleitzahl |
| ------------------------------- | ------------------------ | ---------- | ---------------- | ---------- | ------------ |
| La Rouquette                    | 774                      | 29,81      | 26               | 12205      | 12200        |
| Vailhourles                     | 651                      | 32,41      | 20               | 12287      | 12200        |
| Villefranche-de-Rouergue        | 11.502                   | 45,85      | 251              | 12300      | 12200        |
| Kanton Villefranche-de-Rouergue | 12.927                   | 108,07     | 120              | 1222       | –            |

Bis zur landesweiten Neuordnung der französischen Kantone im März 2015 gehörten zum Kanton Villefranche-de-Rouergue die sieben Gemeinden La Rouquette, Martiel, Morlhon-le-Haut, Savignac, Toulonjac, Vailhourles und Villefranche-de-Rouergue. Sein Zuschnitt entsprach einer Fläche von 199,40 km2. Er besaß vor 2015 einen anderen INSEE-Code als heute, nämlich 1242.

## Politik
| Vertreter im Departementrat | Vertreter im Departementrat     | Vertreter im Departementrat |
| Amtszeit                    | Namen                           | Partei                      |
| --------------------------- | ------------------------------- | --------------------------- |
| 2015–                       | Stéphanie Bayol Eric Cantournet | PRG                         |